# Freie Christengemeinde – Pfingstgemeinde in Österreich

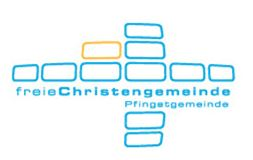
Logo der FCGÖ

Die Freie Christengemeinde – Pfingstgemeinde FCGÖ, auch Freie Christengemeinde – Pfingstgemeinde in Österreich ist ein pfingstlicher Gemeindebund in Österreich.
Der Bund der Freien Christengemeinden und Pfingstgemeinden Österreichs, wie er heute besteht, wurde 1946 gegründet. Die FCGÖ war ab 1998 die Rechtspersönlichkeit als Bekenntnisgemeinschaft. Durch den Zusammenschluss mit vier anderen Gemeindebünden (Baptisten, Evangelikale, Elaia Christengemeinden, Mennoniten) entstand 2013 die Freikirche Freikirchen in Österreich als gesetzlich anerkannte Kirche (Religionsgesellschaft).
Der FCGÖ vertritt die etwa 100 örtlichen Christengemeinden, mit etwas über 10000 Angehörigen (Stand: 2018). Der Gemeindebund ist kongregationalistisch organisiert und gliedert sich in sechs Teilverbände: Freie Christengemeinden, Afrikanischer Teilverband, Charismatischer Teilverband, Internationaler Teilverband, LIFE Church und Rumänischer Teilverband. Sitz der Organisation ist Bürmoos.

## Geschichte

### Vorgeschichte
Zu Beginn der 1920er Jahre kam es durch den Dienst schwedischer Missionare, ausgesandt von den Filadelfiaförsamlingen in Stockholm, zur Gründung einer Pfingstgemeinde in Wien. Fallweise gab es in Wien zwei Gemeinden: Die Freie Christengemeinde „Philadelphia“ und die Freie Christengemeinde „Salem“, die sich aber wieder vereinigten. In jenen Jahren zählte die Gemeinde bis zu 200 Mitglieder. In den umliegenden Orten wurde eifrig missioniert und Hausversammlungen entstanden.
Während der Diktatur Schuschniggs kam es 1936 zum Versammlungsverbot, so dass keine öffentlichen Gottesdienste mehr abhalten werden durften. Die Gemeindelokale wurden behördlich versiegelt. Ausländische Missionare mussten das Land verlassen. Der Gemeindearbeit nahmen sich nun ehrenamtliche Älteste an. Man versuchte nach biblischem Vorbild durch „Hin und Her in den Häusern“ den Glauben und die Gemeinschaft miteinander weiter zu pflegen.
Eine weitere missionarische Tätigkeit entwickelte sich gegen Ende der 1920er Jahre im Salzkammergut. Trotz mancher Restriktionen und allgemeiner Ablehnung in der Öffentlichkeit fanden Menschen zur Pfingstgemeinde. In St. Wolfgang und Bad Ischl im Salzkammergut entstanden Gebetskreise. Das Versammlungsverbot von 1936 wirkte sich auch in diesen Gemeinden aus. Es wird berichtet, dass die Fuschler Gläubigen mit Sturmlaternen ausgerüstet in die nahe gelegenen Wälder gingen, um sich zu versammeln.

### Verbandsgründung 1946 und Nachkriegszeit
Nach Kriegsende gab es in Wien etwa 30 Personen, die zur Gemeinde zählten. In dieser Zeit versuchten sich viele kleine Gemeinden und Hausversammlungen neu zu orientieren. Es fanden sich Pfingstgläubige im Raum Wien, im Burgenland, im Salzkammergut, in Frankenburg im Hausruckviertel und im Salzburger Land. Ihr Wunsch nach Gemeinsamkeit führte 1946 zur Bildung des Gemeindeverbandes der Freien Christengemeinden.
Nach dem Zweiten Weltkrieg kamen viele jugoslawiendeutsche Anhänger der Pfingstbewegung nach Österreich, die die Gemeindearbeit im Raum Wien, im Burgenland und im Salzburger Land belebten. Am 14. Dezember 1946 wurde die „Freien Christengemeinden Österreichs“ in Sattledt gegründet und Österreich als Missionsgebiet in fünf Arbeitsdistrikte aufgeteilt. Dieses Datum gilt als Beginn der Pfingstbewegung in Österreich.
Ein wesentlicher Beitrag kam von Vertriebenen, die von ihrer Heimat her bereits Gemeindeerfahrung hatten und die mithalfen, die junge Bewegung aufzubauen. Oberösterreich entwickelte sich in diesen Jahren, bedingt durch die vielen hier betreuten Flüchtlinge (teils bereits gläubig, teils hier zum Glauben gekommen), schnell zum Schwerpunkt. An vielen Orten entstanden Gemeinden.
Anfang der 1950er Jahre kam es zur Auswanderung vieler Mitglieder. Die Zahl der etwa 1948 gezählten 1800 Mitglieder nahm schlagartig ab. Ganze Gemeinden wanderten ab, unter anderem nach Kanada, in die USA, Australien, aber auch nach Deutschland.
Die verbliebenen Vertriebenen integrierten sich und wurden auch in der Bevölkerung bald nicht mehr als Fremde oder „Ausländer“ angesehen. Aus Hausversammlungen entstanden weitere Gemeinden, erste Gemeindehäuser wurden gebaut. Doch bis in die 1960er Jahre hinein entwickelt sich das Werk nur langsam. Kontakte zu den deutschen Gemeinden stellen eine gute Beziehung zur Bibelschule Beröa in Erzhausen her.

### Internationalisierung ab den 1970ern
Die Siebzigerjahre leiteten auch die Hilfe durch Missionare aus dem Ausland ein, die bis heute aus den Ländern Skandinaviens, USA, Holland und Großbritannien kommen. Durch ihren Einsatz entstanden neue Gemeinden. Nun waren in allen neun Bundesländern Gemeinden zu finden. Das Gemeindebild veränderte sich, es fanden landesweite Jugendtreffen und Kinderlager statt.
Auch die Möglichkeit der Ausbildung wurde verstärkt gefördert, es wurden gemeinsame Seminare abgehalten und eine Kurzbibelschule entstand, in späterer Folge ein Programm zum Selbststudium der Bibel von ICI – Internationales Korrespondenz Institut.
Die Teen-Challenge Arbeit von David Wilkerson aus New York erreichte Österreich und Teestuben werden ins Leben gerufen. Im Laufe der Zeit erfuhr diese Arbeit einen Wandel; heute liegt der Schwerpunkt von Teen-Challenge auf dem Gebiet der Betreuung von Gefangenen und Haftentlassenen.
Die Öffnung der Ostgrenzen durch den Fall des Eisernen Vorhanges führte zu einer großen Flüchtlings- und Auswanderungswelle. Dadurch sind Pfingstgläubige aus Rumänien nach Österreich gekommen. Sie haben sehr bald nach Möglichkeiten gesucht, Gottesdienste in ihrer eigenen Sprache abzuhalten. Über Kontakte zu den österreichischen Gemeinden kam es 1993 zur Bildung eines Rumänischen Zweiges der Freien Christengemeinden in Österreich.
Gegen Ende 1999 ergab sich folgender Stand: 1650 Mitglieder (die Freikirche bekennt sich zur Großtaufe, d. h. die Kinder bis zum Alter von 12 bis 14 Jahren sind hier nicht erfasst); 33 Gemeinden und Versammlungsorte (ohne die Hauskreise); ein rumänischer Zweig mit 6 Gemeinden und ca. 300 Mitgliedern.

### Bekenntnisgemeinschaft ab 1998
Die Organisation erwarb mit Wirksamkeit vom 11. Juli 1998 die Rechtspersönlichkeit als eingetragene Bekenntnisgemeinschaft. Dazu wurde der Name des Dachverbands als Freie Christengemeinde – Pfingstgemeinde FCGÖ als österreichweite Organisation festgelegt.
Im Jahr 2005 wurden nach fünfjährigen Gesprächen 16 neue Gemeinden in der Freien Christengemeinde – Pfingstgemeinde in Österreich aufgenommen. Sie bilden als Charismatischer Zweigverband und Vision für Österreich eigene Zweigverbände.
Im Jahr 2006 wurden weitere 9 Gemeinden als Internationaler Zweig aufgenommen.
Laut Volkszählung 2001 bekannten sich 7186 Personen zur Freien Christengemeinde – Pfingstgemeinde (davon 5061 mit österreichischer Staatsbürgerschaft und 2125 mit anderer Staatsbürgerschaft).
Im Jahr 2012 beschloss man, die Gemeinden mit afrikanischem Migrationshintergrund in einem afrikanischen Zweig zu organisieren.

### Gesetzliche Anerkennung ab 2013
Nachdem die volle staatliche Anerkennung der freikirchlicher Gemeinden Probleme machte, das Haupthindernis war die gesetzlich geforderte Mitgliederanzahl von 2 Promille der Gesamtbevölkerung (um die 16.000), schloss sich die FCGÖ mit vier anderen Gemeindebünden, dem Bund der Baptistengemeinden, dem Bund Evangelikaler Gemeinden, den Elaia Christengemeinden und der Mennonitischen Freikirche zusammen, und am 26. August 2013 wurde die gemeinsame Dachorganisation Freikirchen in Österreich gesetzlich anerkannte Kirche (Religionsgesellschaft) per Verordnung der Unterrichtsministerin (BGBl. II Nr. 250/2013).
Damit ist beispielsweise gemeinsamer freikirchlicher Religionsunterricht oder die Gründung konfessioneller Privatschulen mit Öffentlichkeitsrecht möglich.

## Grundzüge der Glaubenslehre
- Die Heilige Schrift des Alten und Neuen Testaments ist alleinige Grundlage für Lehre und Leben (Sola scriptura; unter dem Alten Testament werden jene 39 Bücher verstanden, welche aus dem Judentum überliefert wurden, also ohne den sogenannten Apokryphen oder deuterokanonischen Schriften)

- Bekenntnis zur Trinitätslehre von Vater, Sohn und Heiligem Geist als den einen Gott gemäß der altkirchlichen Bekenntnisse.

- Heilslehre (Soteriologie): Jesus Christus hat das Heil für alle Menschen erworben. Dieses muss durch den Glauben an ihn und die Umkehr von den Sünden persönlich angeeignet werden. Reformatorisch geprägte Rechtfertigungslehre (Sola fide, sola gratia – allein der Glaube, allein die Gnade)

- Die christliche Gemeinde (Ekklesiologie): Durch den Glauben an Jesus Christus und die Taufe im Namen des Vaters, des Sohnes und des Heiligen Geistes, welche man als ein Zeichen an die Öffentlichkeit nimmt, dass man Jesus folgen will, wird man in die Gemeinde eingegliedert. Die Taufe wird als Taufe der Gläubigen verstanden (Religionsmündigkeit), wobei das Alter sekundär ist (Anmerkung: Damit wird aber niemandem das Christsein abgesprochen, der ein anderes Gemeinde- bzw. Kirchen- und Taufverständnis hat). Die Gemeinde wird in der Regel von einem ordinierten Pastor gemeinsam mit einem Kollegium von Ältesten geleitet und ist für die Gestaltung ihres Gemeindelebens selbstverantwortlich (im Rahmen der gemeinsamen Interessen des Bundes der Freien Christengemeinden). Die Gemeinden sind finanziell eigenverantwortlich, ihre Aufwendungen (Gottesdiensthäuser, Pastorengehälter etc.) werden durch freiwillige Spenden ihrer Mitglieder gedeckt.

- Gottesdienst (Liturgie): Es gibt keinen vorgeschriebenen Gottesdienstablauf, dennoch sind bestimmte Elemente für die meisten gottesdienstlichen Versammlungen prägend: Begrüßung der Gemeinde; Lobpreis Gottes (zumeist mit modernen Liedern und Instrumenten und einem leitenden Sängerteam); freies Gebet: Fürbitte für alltägliche Nöte, vor allem für die Kranken; Gelegenheit für die Charismen des Heiligen Geistes: Zungenrede mit Auslegung, prophetische Rede etc. (vgl. 1 Korinther 12 und 14); Predigt; Abendmahl zumeist ein Mal im Monat, mancherorts aber auch öfter (Empfang in beiderlei Gestalt: Wein, vielfach auch Traubensaft, und Brot); freie Kollekte.

- Gesellschaftliches Leben: Die Gemeinden betreiben selbst kein politisches Engagement und stellen es ihren Mitgliedern frei, sich gemäß ihrer freien Gewissensentscheidung in das öffentliche Leben einzubringen (z. B. Freiheit zu Militärdienst oder Zivildienst; Mitgliedschaft in politischen Parteien etc.). Für die jeweilige Regierung wird gebetet.

- Die Vollendung des Reiches Gottes (Eschatologie): Bekenntnis zur sichtbaren Wiederkunft Jesu Christi und der Vollendung des Reiches Gottes. Gericht Gottes über alle Gottlosigkeit und Ungerechtigkeit der Menschen.

## Organisation
Die Freien Christengemeinden – Pfingstgemeinden sind ganz im freikirchlichen Sinne als Gemeindeorganisation organisiert, die FCG Österreich ist die gemeinsame Vertretung.

### Jahreskonferenz
Sie ist das oberste Gremium der Bewegung und besteht aus den Delegierten der Gemeinden und den Mitgliedern des Pastoralrates. Wenn sie als „oberstes Gremium“ bezeichnet wird, so bleibt doch die volle Eigenverantwortung der Gemeinden gewahrt, da sie nur Bereiche behandelt, die über den Rahmen der Gemeinden hinausgehen. Sie nimmt die einzelnen Jahresberichte ab, bestätigt sie und spricht die Entlastung aus. Sie führt die Wahl des Vorstandes der Bewegung durch.

### Pastoralrat
Er besteht aus Mitgliedern, die von der Jahreskonferenz bestätigt wurden. In den Pastoralrat kann jeder ordinierte Pastor aufgenommen werden. Der Pastoralrat ist das eigentliche Arbeits- und Leitungsgremium der Bewegung und besteht aus solchen Personen, denen das Vertrauen aller Gemeinden ausgesprochen wurde. Der Pastoralrat ist der Jahreskonferenz verantwortlich und stellt sich damit in das Prinzip des gegenseitigen Vertrauens und der Verantwortlichkeit.
Zur Aufgabe des Pastoralrats zählt die Unterstützung zur Gründung von Gemeinden nach biblischem Vorbild. Er ordiniert Kandidaten zu voll- und nebenamtlichen Pastoralassistenten und beurteilt ihre Ordinationsarbeit (Anmerkung: Zum Dienst des Pastors beruft die örtliche Gemeinde). Der Pastoralrat achtet darauf, dass die der Vereinigung angehörenden Gemeinden dem Worte Gottes gemäß geleitet werden, überwacht die unter ihnen verkündigte Lehre und gehandhabten Methoden und ist bevollmächtigt, bei Verfehlungen in Lehre, Praxis oder Wandel die Schuldigen zur Rechenschaft zu ziehen, jedoch ohne die Selbstständigkeit der Gemeinde zu verletzen.

### Vorstand
Der Vorstand ist das Leitungsgremium des Pastoralrats und erhält seine Befugnisse von diesem zugewiesen. Seine Aufgabe ist es, die Bewegung nach innen und außen zu vertreten, Kontakte zu den Gemeinden zu halten und zu anderen Bewegungen und Ländern herzustellen bzw. zu pflegen; er bereitet die Sitzungen des PR vor; er vermittelt bei Meinungsverschiedenheiten bzw. bei Missständen in oder unter Gemeinden, wenn er von einer beteiligten Seite angerufen wird.

### Teilverbände und Mitgliedsgemeinden
Die FCGÖ gliedert sich organisatorisch in 6 Teilverbände (früher: Zweige bzw. Zweigverbände) (Stand August 2018):
- Freie Christengemeinde – Stammbewegung freikirchlich orientierter Kirchengemeinden (gegründet 1946, 39 Gemeinden)
- Afrikanischer Teilverband – Gemeinden mit afrikanischen Wurzeln (gegründet 2013, 12 Gemeinden)
- Charismatischer Teilverband – Gemeinden der charismatischen Bewegung (gegründet 2005, 13 Gemeinden)
- Internationaler Teilverband – Gemeinden mit nationenübergreifendem Anliegen (gegründet 2006, 3 Gemeinden)
- LIFE Church[6] (2005 als Vision für Österreich gegründet; seit 2012 LIFE Church; 13 Gemeinden)
- Rumänischer Teilverband – Gemeinden mit rumänischem Migrationshintergrund (gegründet 1993, 20 Gemeinden)

## Aktivitäten

### Übergemeindliche Beziehungen
Die FCGÖ ist Vollmitglied der Österreichischen Bibelgesellschaft und Partner der Österreichischen Evangelischen Allianz. International versteht die FCGÖ sich als Teil der Pentecostal European Fellowship und somit der Pentecostal World Fellowship.